# Carangoides ciliarius
Carangoides ciliarius es una especie de peces de la familia Carangidae en el orden de los Perciformes.

## Morfología
• Los machos pueden llegar alcanzar los 61 cm de longitud total.

## Distribución geográfica
Se encuentra en las  costas del Océano Índico: el Mar Rojo y las Seychelles.